# Чемпіонат СРСР з легкої атлетики в приміщенні 1974
Чемпіонат СРСР з легкої атлетики в приміщенні 1974 року був проведений 13-15 лютого в Москві в легкоатлетичному манежі Зимового стадіону «Спартак» та вдруге мав статус відкритого (в чемпіонаті взяли участь іноземні легкоатлети).
Вдруге «дорослий» союзний чемпіонат в приміщенні був поєднаний з юніорським. Юніори брали участь у дисциплінах разом з дорослими (окремих забігів та інших стартів для них не влаштовувалось).

## Медалісти

### Чоловіки
| Дисципліни            | Золото                       | Золото     | Срібло                           | Срібло     | Бронза                          | Бронза  |
| --------------------- | ---------------------------- | ---------- | -------------------------------- | ---------- | ------------------------------- | ------- |
| 60 метрів             | Валерій Борзов Київ          | 6,4 WIB    | Юрій Силов Рига                  | 6,4 WIB    | Лайош Греша Угорщина            | 6,5     |
| 400 метрів            | Семен Кочер Єсентуки         | 48,9       | Тофік Алієв Баку                 | 49,2       | Віктор Ніканоров Вологда        | 49,6    |
| 800 метрів            | Володимир Артьомов Ленінград | 1.51,9     | Георгій Чернишов Москва          | 1.53,2     | Олександр Гончаров Тамбов       | 1.53,4  |
| 1500 метрів           | Петро Анисим Львів           | 3.48,8     | Станіслав Мещерських Свердловськ | 3.48,9     | Володимир Абрамов Петрозаводськ | 3.49,4  |
| 3000 метрів           | Борис Кузнецов Свердловськ   | 7.58,6     | Мінівасик Абдулін Уфа            | 7.59,6     | Валентин Зотов Мінськ           | 8.01,8  |
| 60 метрів з бар'єрами | Анатолій Мошіашвілі Тбілісі  | 7,6        | Віктор Мясников Мінськ           | 7,7        | В'ячеслав Кулебякін Ленінград   | 7,8     |
| Стрибки у висоту      | Володимир Абрамов Москва     | 2,22 м     | Сергій Будалов Московська обл.   | 2,17 м     | Імант Карлсон Рига              | 2,15 м  |
| Стрибки з жердиною    | Яніс Лауріс Рига             | 5,30 м NIB | Євген Тананика Харків            | 5,30 м NIB | Сергій Кривозуб Донецьк         | 5,20 м  |
| Стрибки у довжину     | Олексій Переверзєв Москва    | 7,73 м     | Віктор Зубков Московська обл.    | 7,66 м     | Сергій Смолін Горький           | 7,47 м  |
| Потрійний стрибок     | Геннадій Безсонов Москва     | 16,40 м    | Микола Сінічкін Рига             | 16,18 м    | Анатолій Бойко Донецьк          | 16,14 м |
| Штовхання ядра        | Вальчо Стоєв Болгарія        | 19,86 м    | Хайнц-Йоахім Ротенбург НДР       | 19,72 м    | Анатолій Ярош Ворошиловград     | 19,51 м |

### Жінки
| Дисципліни            | Золото                            | Золото  | Срібло                     | Срібло  | Бронза                     | Бронза  |
| --------------------- | --------------------------------- | ------- | -------------------------- | ------- | -------------------------- | ------- |
| 60 метрів             | Аннегрет Ріхтер ФРН               | 7,2     | Надія Бесфамільна Москва   | 7,3     | Людмила Маслакова Москва   | 7,3     |
| 400 метрів            | Надія Ільїна-Колесникова Москва   | 54,1    | Людмила Аксьонова Київ     | 55,1    | Інта Климовича Рига        | 56,0    |
| 800 метрів            | Валентина Герасимова Караганда    | 2.08,5  | Сарміте Штула Рига         | 2.08,8  | Тетяна Казанкіна Ленінград | 2.10,0  |
| 1500 метрів           | Тамара Казачкова Челябінськ       | 4.20,5  | Ольга Двірна Ленінград     | 4.22,6  | Жужа Вьольдьї Угорщина     | 4.23,5  |
| 60 метрів з бар'єрами | Аннероз Фідлер НДР                | 8,0     | Тетяна Ворохобко Ленінград | 8,1     | Наталія Лебедєва Москва    | 8,2     |
| Стрибки у висоту      | Мілада Карбанова Чехословаччина   | 1,85 м  | Тамара Галка Одеса         | 1,83 м  | Валентина Ахраменко Мінськ | 1,76 м  |
| Стрибки у довжину     | Маргарита Трейніте-Буткене Каунас | 6,28 м  | Ніна Гаврилова Ленінград   | 6,26 м  | Надія Ткаченко Донецьк     | 6,12 м  |
| Штовхання ядра        | Маріанне Адам НДР                 | 18,87 м | Світлана Крачевська Москва | 18,43 м | Антоніна Іванова Москва    | 18,36 м |

## Медальний залік
| Місце | Команда             | Золото | Срібло | Бронза | Загалом |
| ----- | ------------------- | ------ | ------ | ------ | ------- |
| 1     | РРФСР               | 4      | 4      | 4      | 12      |
| 2     | Москва              | 3      | 3      | 3      | 9       |
| 3     | УРСР                | 2      | 3      | 4      | 9       |
| 4     | НДР                 | 2      | 1      | 0      | 3       |
| 5     | Латвійська РСР      | 1      | 3      | 2      | 6       |
| 5     | Ленінград           | 1      | 3      | 2      | 6       |
| 7     | Грузинська РСР      | 1      | 0      | 0      | 1       |
| 7     | Казахська РСР       | 1      | 0      | 0      | 1       |
| 7     | Литовська РСР       | 1      | 0      | 0      | 1       |
| 7     | Болгарія            | 1      | 0      | 0      | 1       |
| 7     | ФРН                 | 1      | 0      | 0      | 1       |
| 7     | Чехословаччина      | 1      | 0      | 0      | 1       |
| 13    | Білоруська РСР      | 0      | 1      | 2      | 3       |
| 14    | Азербайджанська РСР | 0      | 1      | 0      | 1       |
| 15    | Угорщина            | 0      | 0      | 2      | 2       |

## Командний залік
Командний залік офіційно визначався серед спортивних товариств та відомств.
| Місце                                              | Команда                                          | Очки                                             |
| І група (загальносоюзні товариства та відомства)   | І група (загальносоюзні товариства та відомства) | І група (загальносоюзні товариства та відомства) |
| -------------------------------------------------- | ------------------------------------------------ | ------------------------------------------------ |
| 1                                                  | Збройні Сили                                     | 769                                              |
| 2                                                  | Спартак                                          | 658                                              |
| 3                                                  | Динамо                                           | 645                                              |
| 4                                                  | Буревісник                                       | 478                                              |
| 5                                                  | Труд                                             | 356                                              |
| 6                                                  | Трудові резерви та збірна сільських ДСТ          | 259                                              |
| ІІ група (республіканські товариства та відомства) |                                                  |                                                  |
| 1                                                  | ДСТ профспілок                                   | 93                                               |
| 2                                                  | Жальгіріс                                        | 48                                               |
| 3                                                  | Калев                                            | 47                                               |